# Batalla de la Apacheta
La batalla de La Apacheta fue un enfrentamiento militar librado en noviembre de 1814, entre las fuerzas de la Junta Autónoma de Cuzco y las del Virreinato del Perú, finalizando con la victoria de las primeras.

## Antecedentes
Los patriotas organizaron una expedición para conquistar Arequipa a las órdenes de Mateo Pumacahua y Vicente Angulo. Su importancia era estratégica, pues de tomarla, cortarían la principal ruta de comunicación entre el Alto Perú y Lima. Esto también lo sabían las autoridades realistas, el intendente José Gabriel Moscoso y el cabildo enviaron constantes peticiones de ayuda al virrey José Fernando de Abascal mientras el mariscal de campo Francisco Picoaga organizaba a la guarnición.
Una Junta de Guerra reunida en Lima el 13 de septiembre, se resolvió enviar una compañía de 100 soldados del regimiento Real de Lima, 500 fusiles para armar a reclutas en Chuquibamba y Arequipa, 500 lanzas para armar a jinetes, 26 000 pesos y otros materiales vital a Arequipa para ayudar a Picoaga a organizar una fuerza poderosa. Se embarcaron en la fragata Thomas el 26 de septiembre para navegar a Quilca y de ahí seguir por tierra a Chuquibamba y luego Arequipa, sin embargo, iban muy sobrecargados y no pudieron llegar a tiempo.

## Combate
Entre tanto, la expedición rebelde se aproximó a la ciudad y los jefes monárquicos resolvieron salir a plantearles cara a 4 leguas de Arequipa, cerca de Cangallo. Los jefes realistas fueron más valientes que prudentes y desconocían que no los refuerzos enviados desde Lima aún no habían llegado a Quilca.
Los acompañaban los pocos soldados que pudieron reunir, el brigadier Pío Tristán y el sargento mayor del Real de Lima Luis Antonio María del Valle, este último también presidente interino de La Paz. Según el testimonio de Pumacahua eran 2000 hombres, pero Torrente dice que eran apenas 100 soldados de línea y unos pocos milicianos mal armados y desmoralizados. En cambio, sus enemigos sumaban más de 5000 efectivos, pero apenas 500 tenían fusiles y el resto lanzas, macanas y hondas, aunque también tenían un gran número de caballos y algunas piezas de artillería.
Los jefes realistas demostraron gran valor, pero no pudieron impedir que sus tropas se vieran rápidamente sobrepasadas por la superioridad numérica del enemigo y huyeran en dispersión a las tres horas y media de combate. Moscoso, Picoaga y Valle cayeron prisioneros, aunque este último pudo escapar poco después. También se capturó toda la artillería, armas y municiones de los vencidos.

## Consecuencias
Al día siguiente, los rebeldes entraron victoriosos en la ciudad, siendo recibidos con vítores por los vecinos, especialmente los religiosos. El cabildo se sumó al movimiento revolucionario, ofreciéndose a escribir al virrey para solicitar el fin del conflicto, y los partidos de Moquegua, Chuquibamba, Camaná y demás también se unieron a la revuelta. Las comunicaciones entre Lima y el Alto Perú quedaban cortadas.
La situación para el gobierno de Lima se volvió crítica, pues tampoco sabían de la división que fue enviada a Chile a cargo del coronel Mariano Osorio ni del ejército en el Alto Perú a cargo del general Joaquín de la Pezuela, sólo de la caída de Arequipa y la rendición de Montevideo. Tanto fue el temor causado en la capital virreinal, que se esparcieron rumores que una hueste de 7000 ú 8000 indios reforzados por los esclavos negros de las haciendas de Ica, Pisco y Cañete, marchaban a la ciudad con la intención de repetir las masacres vividas en la revolución haitiana. Pero en lugar de encontrar apoyo entre la población, la causa patriota se encontró con la férrea lealtad al viejo régimen de los limeños. Tanto que el virrey se sintió animado a enviar al teniente coronel Isidro Alvarado con una pequeña división auxiliada por milicianos a guarnecer Ica, con el fin de restablecer comunicaciones con las provincias del sur peruano aún partidarias de la monarquía.
La situación pronto empezó a mejorar, pues se supo que el brigadier Juan Ramírez Orozco había ocupado La Paz el 3 de noviembre, después de su victoria en Chacaltaya. Además, siguieron llegando buenas noticias al virrey, como el restablecimiento del rey Fernando VII en el trono español, el envío de una gran expedición a cargo del general Pablo Morillo o la victoria de Osorio en Rancagua.
Ramírez dejó la ciudad el día 9 y continuó su avance al norte tras haber reunido recursos y pedido empréstitos. Esto forzó a los patriotas a evacuar Arequipa el 30 de noviembre para reunirse con el resto de las divisiones rebeldes. Formaron una columna de 8000 a 10 000 hombres con 21 piezas de artillería, visiblemente indisciplinados con la excepción de 600 fusileros que habían servido en el ejército, que se dirigieron lentamente a Apo, punto donde se separan los caminos a Cuzco y Puno. El gobierno que habían ejercido en la ciudad fue torpe y marcado por las arbitrariedades de sus combatientes indígenas, por lo que ya había señales de desafección entre los habitantes, lo que significó que aun teniendo la artillería y armas capturadas en Apacheta, no consideraron prudente intentar defender esa ciudad.
Después de su retirada, el 6 de diciembre, el cabildo de Arequipa juró lealtad a la monarquía española. A partir de ese momento, la comunicación entre Lima y la división de Ramírez volvieron a quedar abiertas. Sin embargo, los patriotas poseían el poder suficiente para intentar detener al brigadier unos meses más tarde, en Umachiri.